# Spieleckkogel
Spieleckkogel är en bergstopp i Österrike.   Den ligger i förbundslandet Tyrolen, i den centrala delen av landet, 300 km väster om huvudstaden Wien. Toppen på Spieleckkogel är 1 998 meter över havet, eller 175 meter över den omgivande terrängen. Bredden vid basen är 3,5 km.
Terrängen runt Spieleckkogel är bergig åt nordväst, men åt sydost är den kuperad. Närmaste större samhälle är Fieberbrunn, 10,5 km norr om Spieleckkogel. 
Trakten runt Spieleckkogel består i huvudsak av gräsmarker. Runt Spieleckkogel är det ganska glesbefolkat, med 34 invånare per kvadratkilometer.